# Curupira tefeensis
Curupira tefeensis är en tvåhjärtbladig växtart som beskrevs av George Alexander Black. Curupira tefeensis ingår i släktet Curupira och familjen Ximeniaceae. Inga underarter finns listade i Catalogue of Life.